# Girardinichthys multiradiatus
Girardinichthys multiradiatus är en fiskart som först beskrevs av Meek, 1904.  Girardinichthys multiradiatus ingår i släktet Girardinichthys och familjen Goodeidae. IUCN kategoriserar arten globalt som sårbar. Inga underarter finns listade i Catalogue of Life.